# Sporobolus creber
Sporobolus creber là một loài thực vật có hoa trong họ Hòa thảo. Loài này được De Nardi miêu tả khoa học đầu tiên năm 1973.